# Sing Buri (tỉnh)
Sing Buri (tiếng Thái: สิงห์บุรี, phiên âm: Xin Bu-ri) là một tỉnh ở miền Trung của Thái Lan. Các tỉnh giáp ranh (từ phía Bắc theo chiều kim đồng hồ): Nakhon Sawan, Lop Buri, Ang Thong, Suphan Buri và Chai Nat.